# غرانجا دي توريهيرموسا
بلدية غرانجا دي توريهيرموسا (بالإسبانية: Granja de Torrehermosa)‏, هي إحدى بلديات مقاطعة بطليوس, التي تقع في منطقة إكستريمادورا, والتي تقع في غرب إسبانيا.
يبلغ عدد سكانها 2.533 نسمة وفقاً لإحصائية سنة (2002).